# Pyrenopeziza plantaginis
Pyrenopeziza plantaginis är en svampart som tillhör divisionen sporsäcksvampar, och som beskrevs av Karl Wilhelm Gottlieb Leopold Fuckel. Pyrenopeziza plantaginis ingår i släktet Pyrenopeziza, och familjen Dermateaceae. Arten är reproducerande i Sverige.